# Neuallermöhe
Neuallermöhe (en baix alemany Nieallermoi) és un barri (Stadtteil) de la ciutat estat d'Hamburg a Alemanya. El barri va crear-se l'1 de gener de 2011 en junyir les urbanitzacions Neuallermöhe-oest, d'Allermöhe i Neuallermöhe-Est de Bergedorf. Té aproximadament 24.000 habitants.

## Història

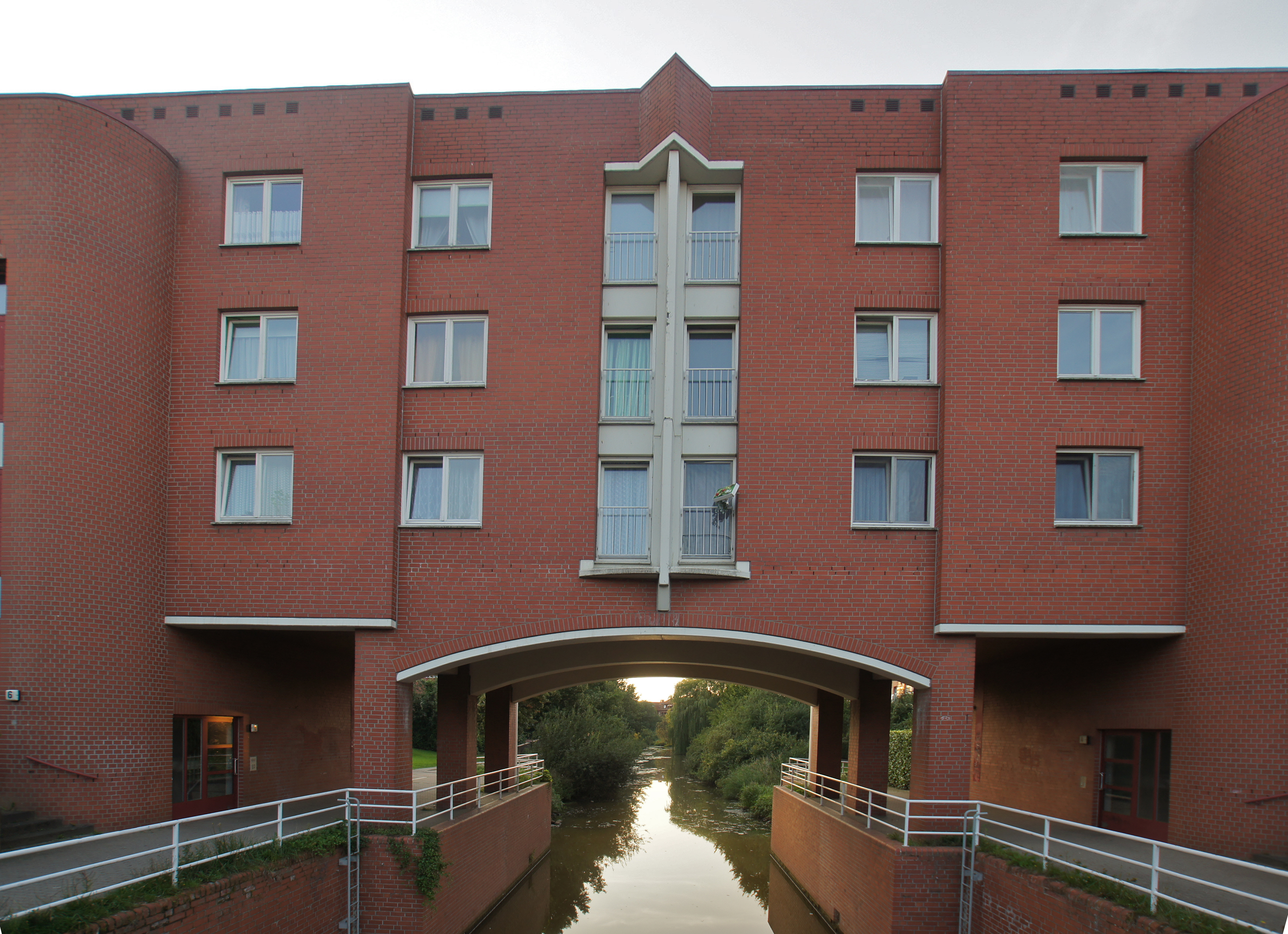
Bloc de pisos a través del canal Allermöher Bahnfleet

Ja als anys 1920, el director de l'urbanisme de la ciutat d'Hamburg va dissenyar un pla de desenvolupament d'una urbanització nova al costat del ferrocarril Hamburg-Bergedorf. El 1974, el senat d'Hamburg va aprovar un pla d'una ciutat nova per a uns 70 mil habitants a 1,3 km² anomenat Neuallermöhe-Ost, tot i trobar-se a Bergedorf. El nivell dels prats molls va alçar-se de 2 m de sorra. Va desenvolupar-se un concepte de viure al marge de l'aigua a una xarxa de canals nous, batejats "fleet" (del baix alemany per a riu), el que podria traduir-se per fluent, malgrat que es tracta de canals sense corrent. Per a una primera vegada van assajar-se conscientment mètodes de construcció ecològiques. Els urbanistes volien evitar la monotonia de les ciutats noves dels anys seixanta i els seus edificis monòtons a molts pisos amb poc contacte social. De 1982 a 1994 uns 3800 habitatges van construir-se.

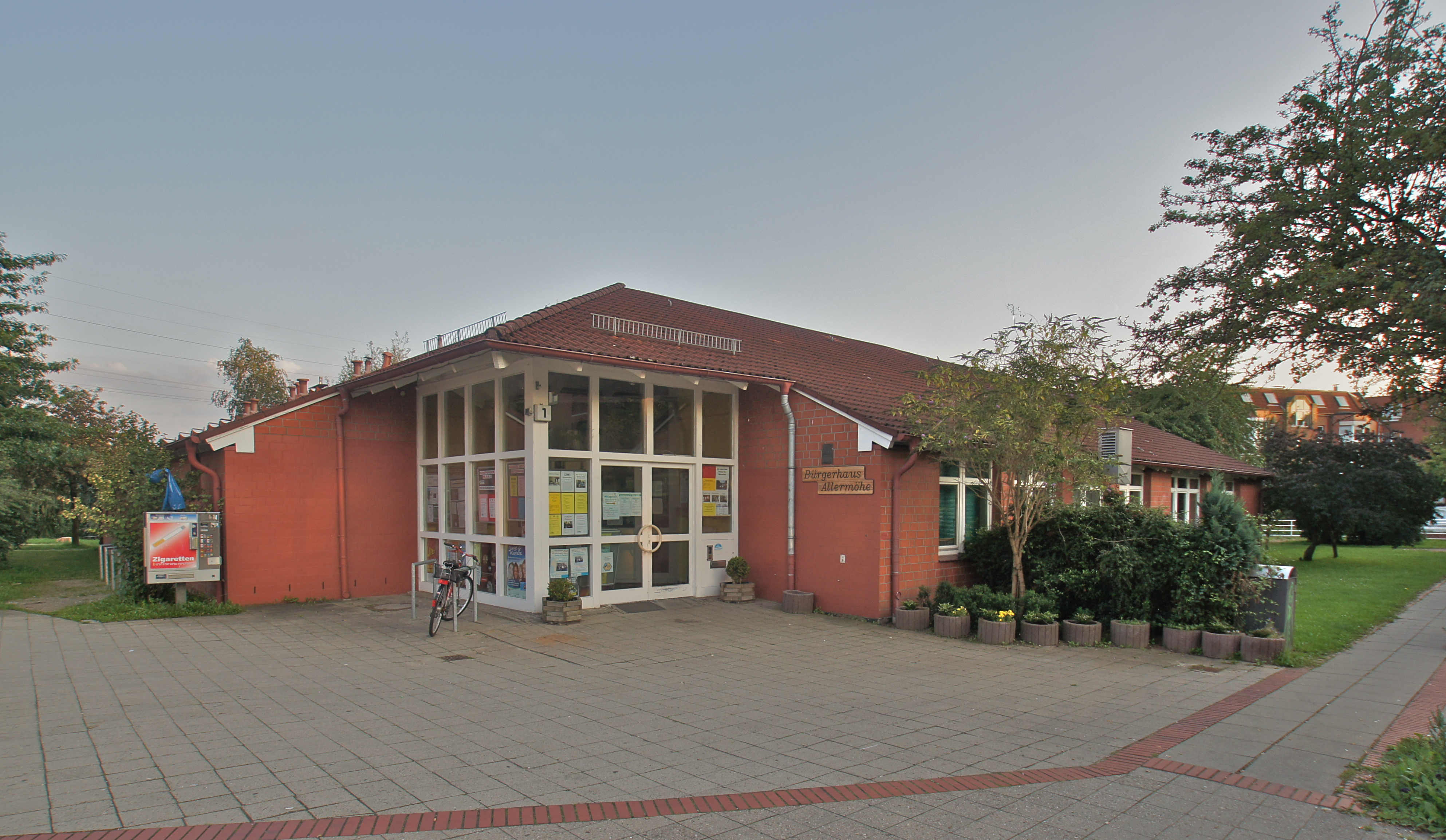
Centre cívic

El 1989, el senat va decidir d'eixamplar el barri, sota la pressió demogràfica i la penúria crònica d'habitatge a preu assequible, en crear Neuallermöhe-Est al territori de Allermöhe per tal de poder respondre a la nova demanda d'habitacions desptrés de l'obertura de les fronteres intra-alemanyes i dels països de l'Europa de l'est que va causar una ona nova d'immigrants. L'estació de Nettelnburg i una nova estació Allermöhe de la línia S2 i S21 de la metropolitana d'Hamburg connecta la urbanització nova amb el centre de la ciutat i amb Bergedorf. Aquestes dues barriades que formaven una unitat urbanística van reunir-se administrativament el 2011.
A l'est, es va optar per a donar noms de dones significatives en una temptativa de compensar la preponderància masculina al resta de la ciutat. A l'oest, va optar-se per a noms de víctimes de o resistents contra el règim nazi.

## Hidrografia

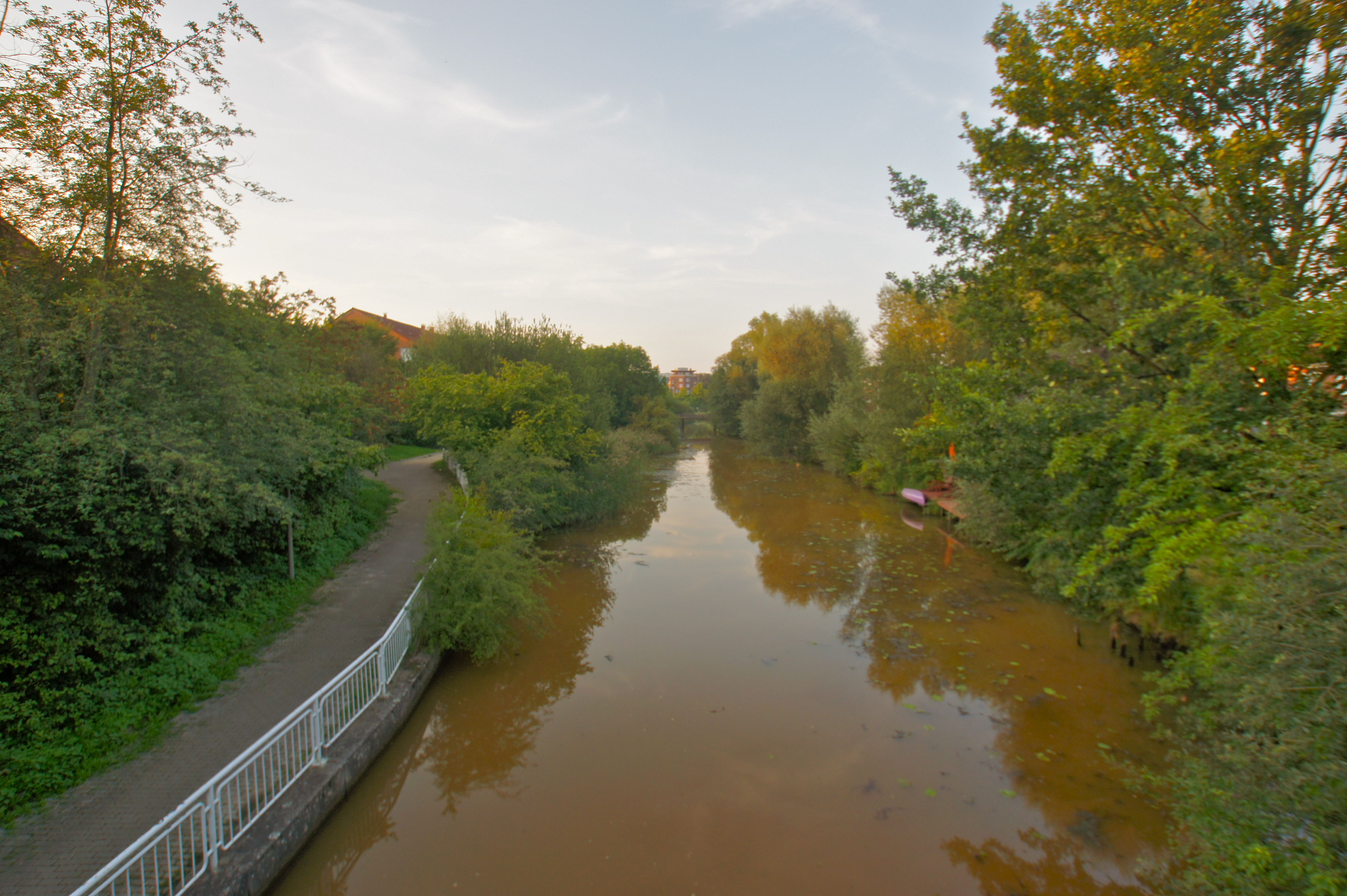
Aigua groga a l'Annenfleet

En lloc dels weterings, típics dels Vier i Marschlande, el solar alçat amb sorra de la zona de Neuallermöhe es caracteritza per canals de desguàs més llargs que van prendre el nom de Fleet. Són construccions de la fí dels anys 1970, molt més recents que l'antiga xarxa de weterings que data del segle xii.
Com que no tenen gaire desnivell van ser equipats d'un sistema actiu d'esbandida amb rescloses de desguàs automatitzades, per a evitar que es creïn aigües estanyades, enllotades, àcides i oligotròfiques amb massa àcids húmics. Tot i això, l'operació no va completament reeixir. A l'estiu, el llot i l'hidròxid de ferro, resultat de l'oxidació de la sorra ferruginosa al fons fan que l'aigua esdevingui poc atractiva pel seu color groc i la seva opacitat, tot i que queda generalment salubre.
El canal Annenfleet nord-sud a l'est del barri aporta l'aigua del Dove Elbe a una dos canals est-oest: el Fährbuernfleet i l'Allermöher Bahnfleet, que ambdós desemboquen a l'oest a l'Hauptentwässerungsgraben Allermöhe (canal de desguàs principal d'Allermöhe), uns quilòmetres més avall. Aquest darrere torna l'aigua al Dove Elbe via una estació de bombatge. Uns canals transversals completen la xarxa: Allermöher Hauptfleet, Reiherfleet, Schwanenfleet i Entenfleet. Són navegables per a petites embarcasions esportives. Per temps de pluges abundants, un fenomen freqüent a Hamburg a totes les estacions de l'any, la xarxa fa de conca de retenció. També dona un caràcter arquitectònic propi i un viu al barri, diferent de la monotonia usuals de molts urbanitzacions amb massa superfícies minerals.

## Monuments i llocs d'interès
- La plaça major Grachtenplatz
- El llac Westsee
- El centre cultural

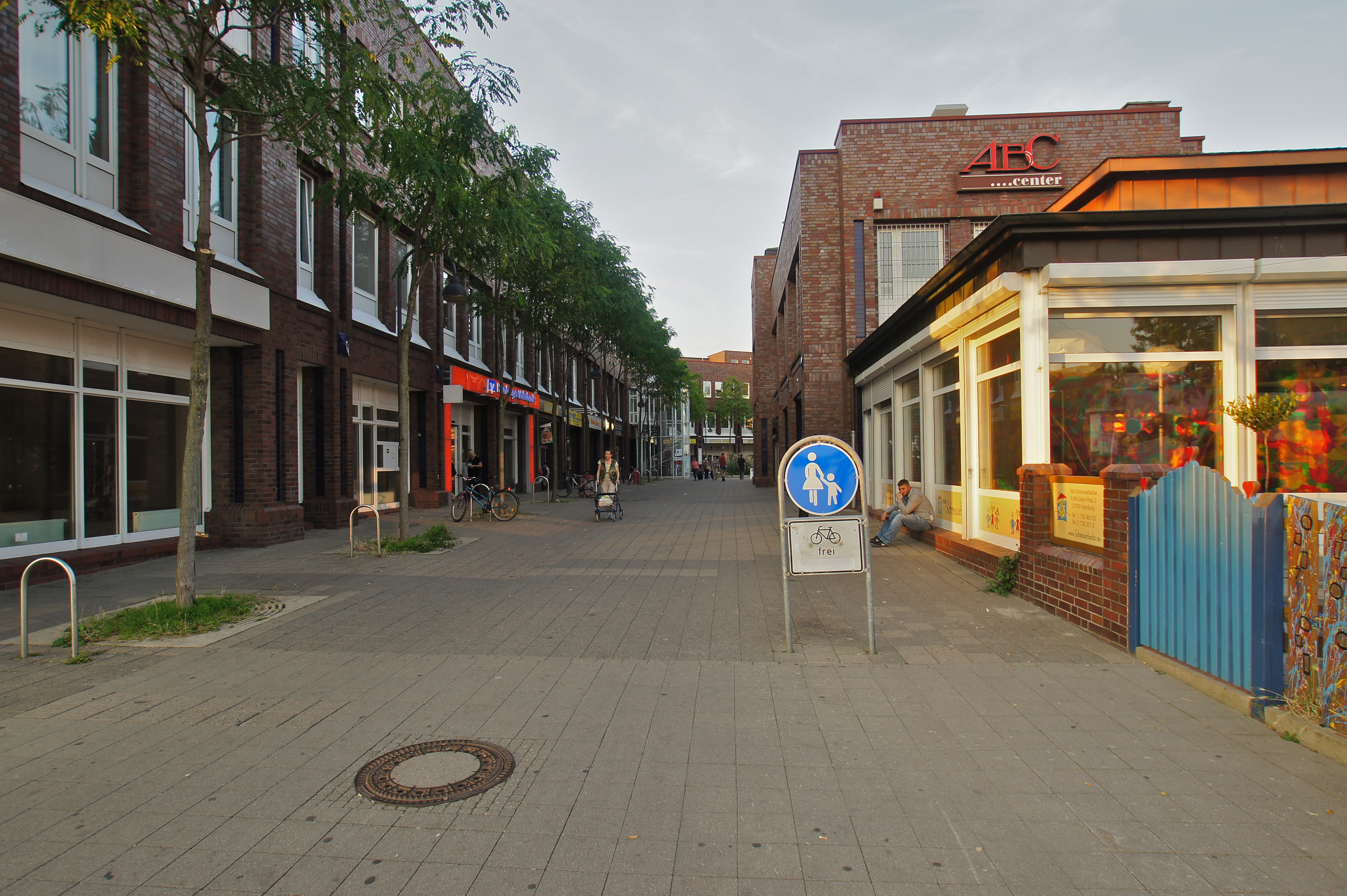
Plaça Edith Stein
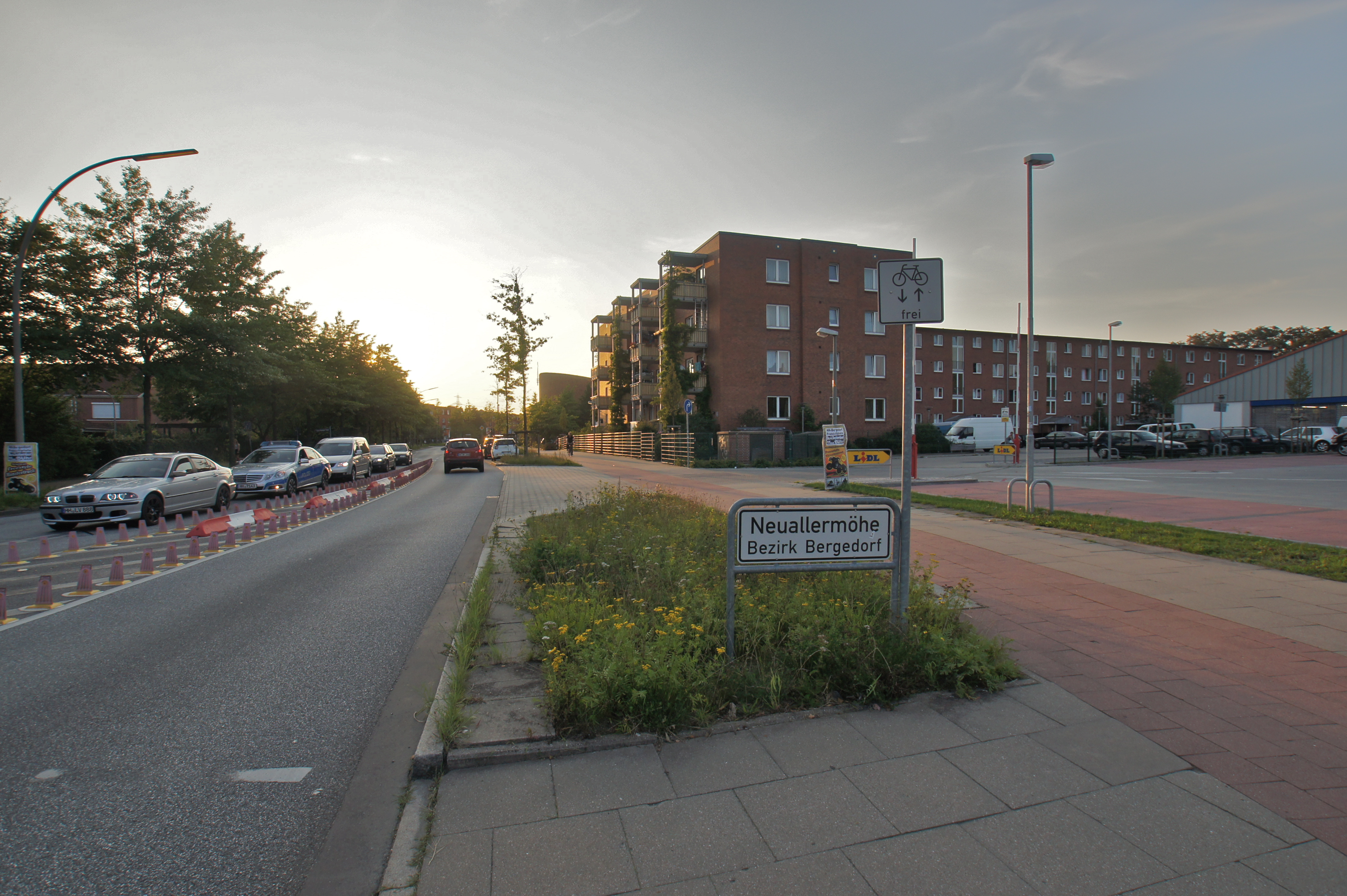
Carrer Rahel Varnhagen
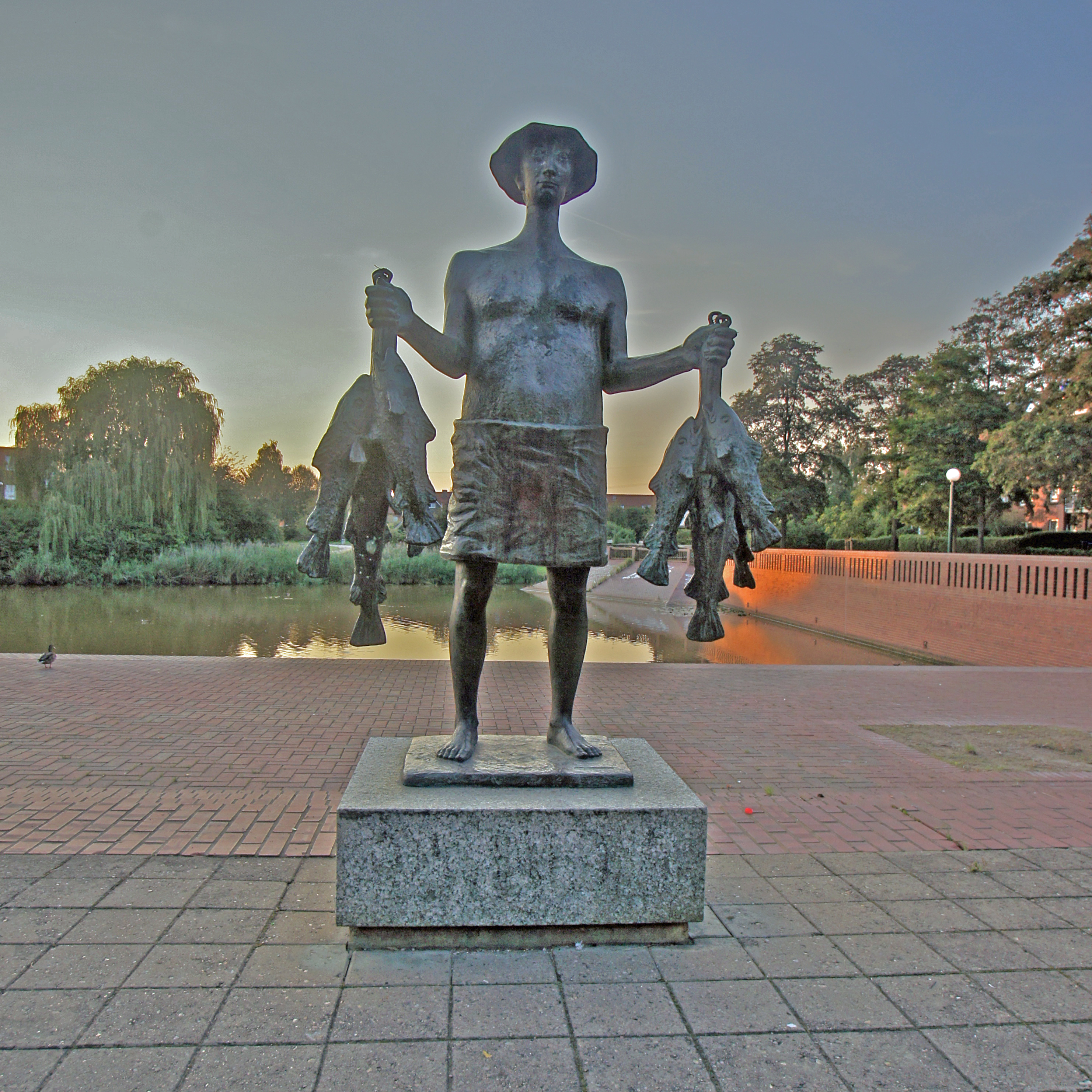
Escultura de Gerhard Brandes a la plaça major Grachtenplatz
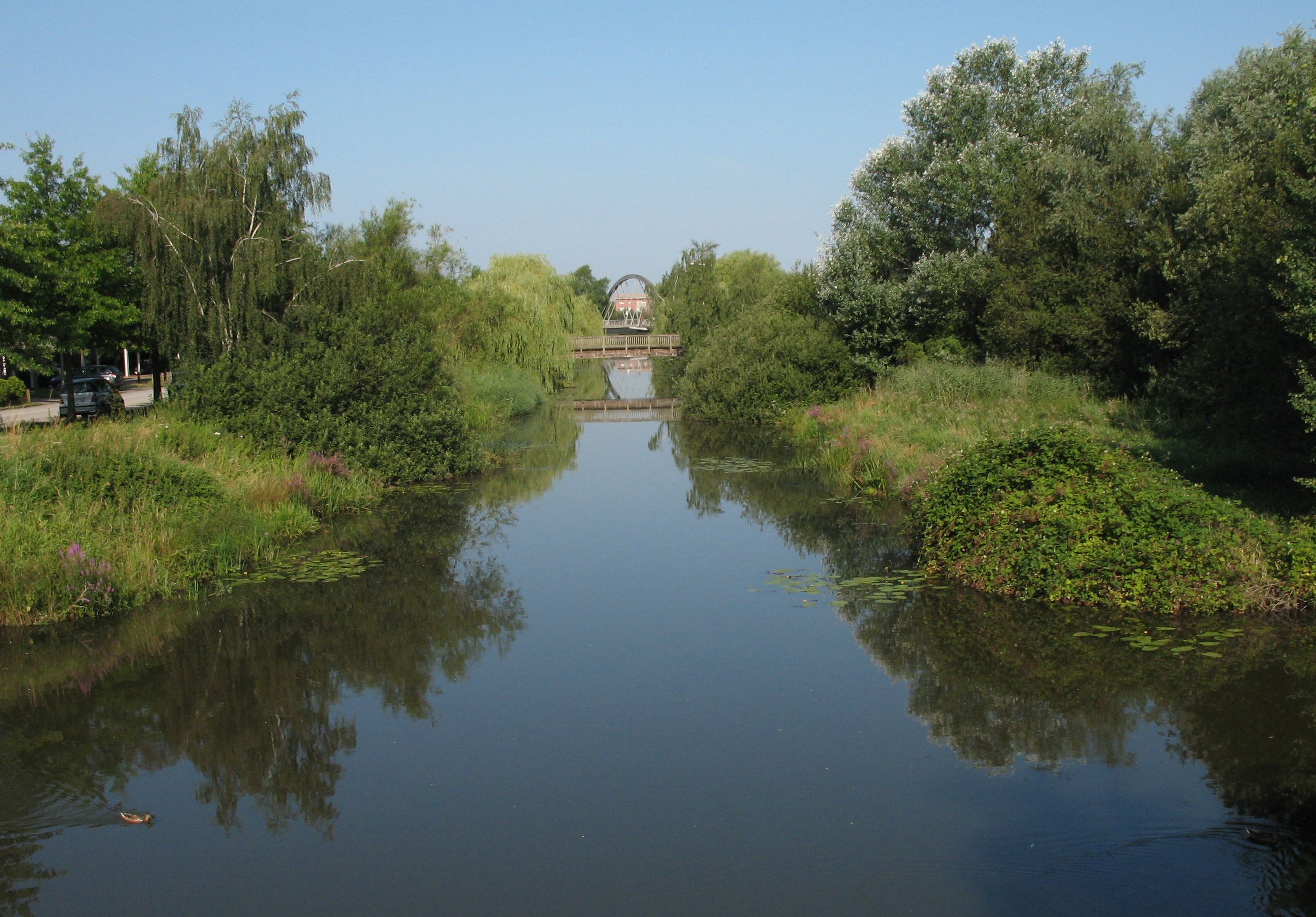
Fährbuernfleet
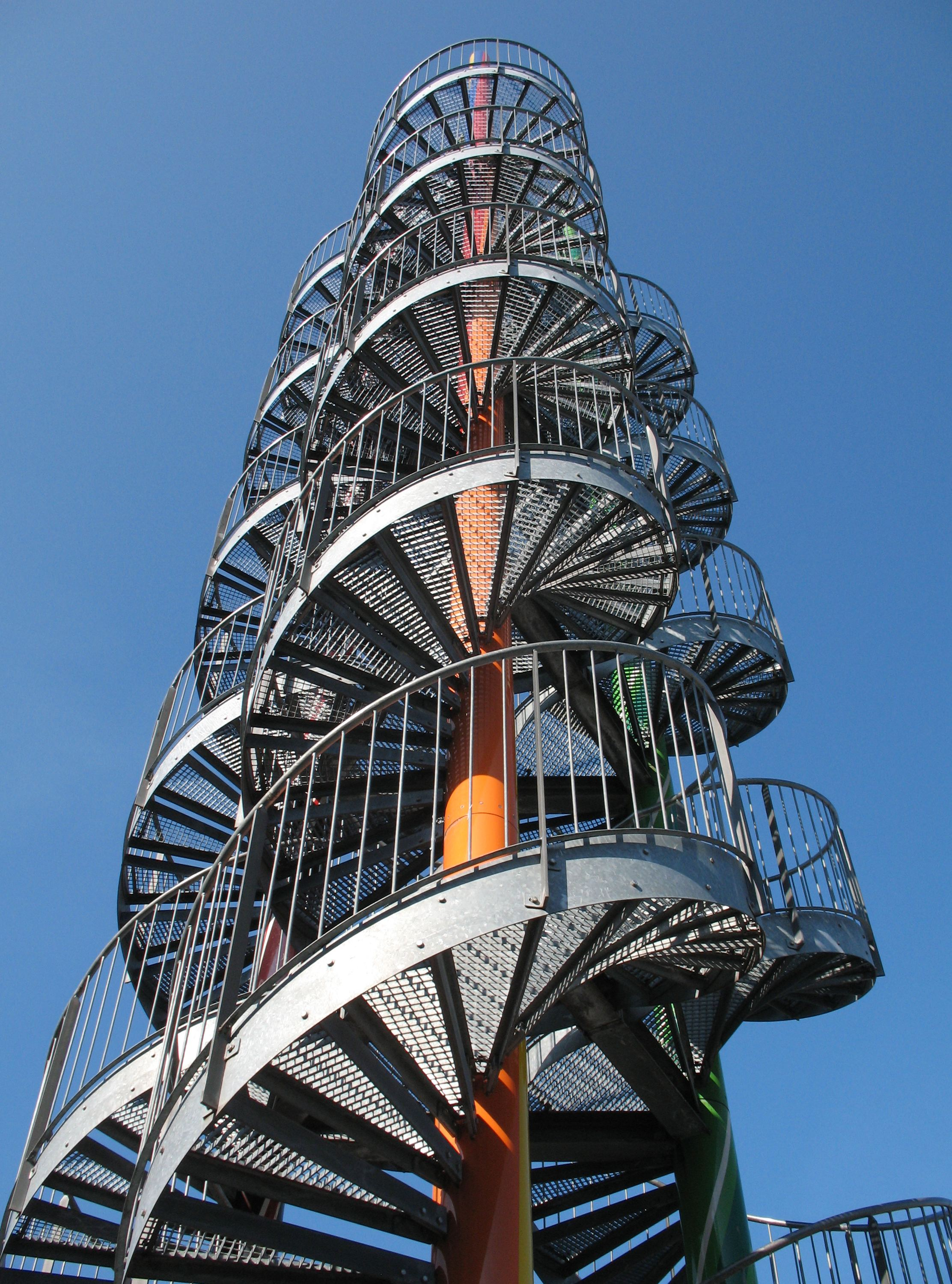